# Stefania Constantini
Stefania Constantini (* 15. April 1999 in Pieve di Cadore) ist eine italienische Curlerin. In der Disziplin Mixed Doubles wurde sie mit ihrem Partner Amos Mosaner Olympiasiegerin 2022 in Peking.

## Karriere
Constantini begann 2009 mit dem Curling. Sie spielte erstmals international bei den Olympischen Jugend-Winterspielen 2016. Seit 2017 spielt sie als Second im Team von Diana Gaspari und konnte mit dieser Mannschaft bei der Europameisterschaft 2017 die Bronzemedaille gewinnen. Im gleichen Jahr zog sie mit Gaspari beim Qualifikationsturnier für die Olympischen Winterspiele 2018 in das Finale gegen China ein, verlor aber das Spiel gegen die Mannschaft um Wang Bingyu. Da auch das Spiel um den zweiten Qualifikationsplatz gegen das Team aus Dänemark um Denise Dupont verloren ging, verpasste sie die Teilnahme an den Spielen in Pyeongchang.
Bei den Olympischen Winterspielen 2022 startete sie mit ihrem Curling-Partner Amos Mosaner im Mixed-Doubles-Wettbewerb. Hier holten sie die Goldmedaille nach elf Siegen und ohne Niederlage.